# Stilobezzia quadrisetosa
Stilobezzia quadrisetosa är en tvåvingeart som först beskrevs av Maurice Emile Marie Goetghebuer 1933.  Stilobezzia quadrisetosa ingår i släktet Stilobezzia och familjen svidknott.
Artens utbredningsområde är Kongo. Inga underarter finns listade i Catalogue of Life.